# Clarence Platt
Clarence Bitters Platt (ur. 28 października 1873 w Camden, zm. 25 sierpnia 1941 w Bridgeton) – amerykański strzelec, mistrz olimpijski.
Pochodził z Princeton, z zawodu był kamieniarzem.
Platt uczestniczył w Letnich Igrzyskach Olimpijskich 1924 w jednej konkurencji. W trapie drużynowym Amerykanie zostali złotymi medalistami, a Platt uzyskał ostatni wynik w zespole (skład reprezentacji: Fred Etchen, Frank Hughes, John Noel, Clarence Platt, Samuel Sharman, William Silkworth). Jego wynik nie wchodził do punktacji drużyny, gdyż liczyły się rezultaty wyłącznie czterech najlepszych strzelców z każdego zespołu, jednak mimo to uznawany jest za medalistę tych zawodów.

## Wyniki

### Igrzyska olimpijskie
| Igrzyska | Konkurencja | Wynik                           | Miejsce | Źródło |
| -------- | ----------- | ------------------------------- | ------- | ------ |
| IO 1924  | Trap        | 363 pkt. (druż.) 74 pkt. (ind.) |         | [ 2 ]  |